# Dorystaechas hastata
Dorystaechas hastata là một loài thực vật có hoa trong họ Hoa môi. Loài này được Boiss. & Heldr. ex Benth. mô tả khoa học đầu tiên năm 1848.